# Nadstrešnica za automobil
Nadstrešnica za automobil je konstrukcija koja se postavlja iznad automobila kako bi ga zaštitila od vremenskih i inih vanjskih utjecaja. Prednosti koje donosi nadstrešnica za automobil su zaštita od kiše, leda, snijega, tuče, sunca, prašine i ptica. Za razliku od garaža nadstrešnica za automobil nema četiri već obično jedan ili dva zida. Nadstrešnice nude manju zaštitu od garaža, ali omogućuju veću ventilaciju. Konkretno, nadstrešnica za automobil sprječava smrzavanje vjetrobranskog stakla.

## Vanjske poveznice
|  | Zajednički poslužitelj ima još gradiva o temi Nadstrešnica za automobil |